# Orde van de Rode Vlag van de Arbeid (Oekraïense Socialistische Sovjetrepubliek)
De 'Orde van de Rode Vlag van de Arbeid, (Oekraïens: орден Трудового Червоного Прапора, Orden Troedovoho Tsjervonoho Prapora), was een orde van de Oekraïense Socialistische Sovjetrepubliek.
Deze socialistische orde werd in 1921 ingesteld en had één enkele graad.
Het versiersel is in vergelijking met die van de andere in deze periode door de communisten ingestelde orden verfijnd en kostbaar uitgevoerd.  Centraal staat een vergulde heroïsche arbeider met een rood geëmailleerde vlag met de tekst "Arbeid zal heersen op aarde!" (Oekraïens:«Володарь світу буде труд!», Volodar svitoe boede troed!). Ook het aambeeld, een krans van eiken- en lauwerbladeren, de letters "У.С.Р.Р.", hamer, sikkel en korenschoof (de laatste in plaats van de traditionele sikkel) zijn verguld. Het tandrad en de vijfpuntige ster waarop de ornamenten rusten zijn van in twee kleuren gepatineerd brons.
Dit medaillon werd op de borst gespeld. Symbolen van het communisme staan in de in die periode door de communisten ingestelde onderscheidingen centraal, Dat is ook het geval in dit versiersel dat verder sterk op de orden van de andere volksrepublieken leek. Het ontwerp is modern en breekt volledig met de op het kruis gebaseerde vormentaal van de oudere Russische onderscheidingen. De laatste Orden van de Rode Vlag van de Arbeid werden in 1933 uitgereikt.